# Тидхар, Леви
Леви Тидхар (ивр. לביא תדהר‎, англ. Lavie Tidhar; род. 16 ноября 1976) — израильский писатель и журналист работающий во множестве жанров. Долгое время жил в Великобритании и Южной Африке, Лаосе и Вануату. С 2013 года Тидхар проживает в Лондоне. Его роман «Усама» в 2012 году получил всемирную премию фэнтези за лучший роман, обойдя произведения «11/22/63» Стивена Кинга и «Танец с драконами» Джорджа Р. Р. Мартина. В 2015 году получил приз в £5000 Jerwood Fiction Uncovered Prize за лучшую британскую художественную книгу. В 2017 году за роман «Центральная станция» (англ. Central Station) удостоился мемориальной премии Джона В. Кэмпбелла за лучший научно-фантастический роман.
Колумнист The Washington Post.

## Награды
- 2018 — The Neukom Institute Literary Arts Award за спекулятивную фантастику[англ.] — победитель за роман «Центральная станция» (англ. Central Station)[4].
- 2017 — Мемориальная премия Джона В. Кэмпбелла за лучший научно-фантастический роман за роман «Центральная станция» (англ. Central Station)[3][5]
- 2015 — Jerwood Fiction Uncovered Prize победитель за произведение A Man Lies Dreaming.[2]
- 2012 — Всемирная премия фэнтези в номинации лучший роман за произведение «Усама» (англ. Osama)[6][7].

### Романы
- 2011 — Усама (англ. Osama)
- 2013 — The Violent Century
- 2014 — A Man Lies Dreaming
- 2016 — Центральная станция (англ. Central Station)
- 2018 — Unholy Land
- 2020 — By Force Alone